# 熊本バス馬見原出張所
熊本バス馬見原出張所（くまもとバスまみはらしゅっちょうじょ）は熊本バスが運営していたバス出張所の1つ。

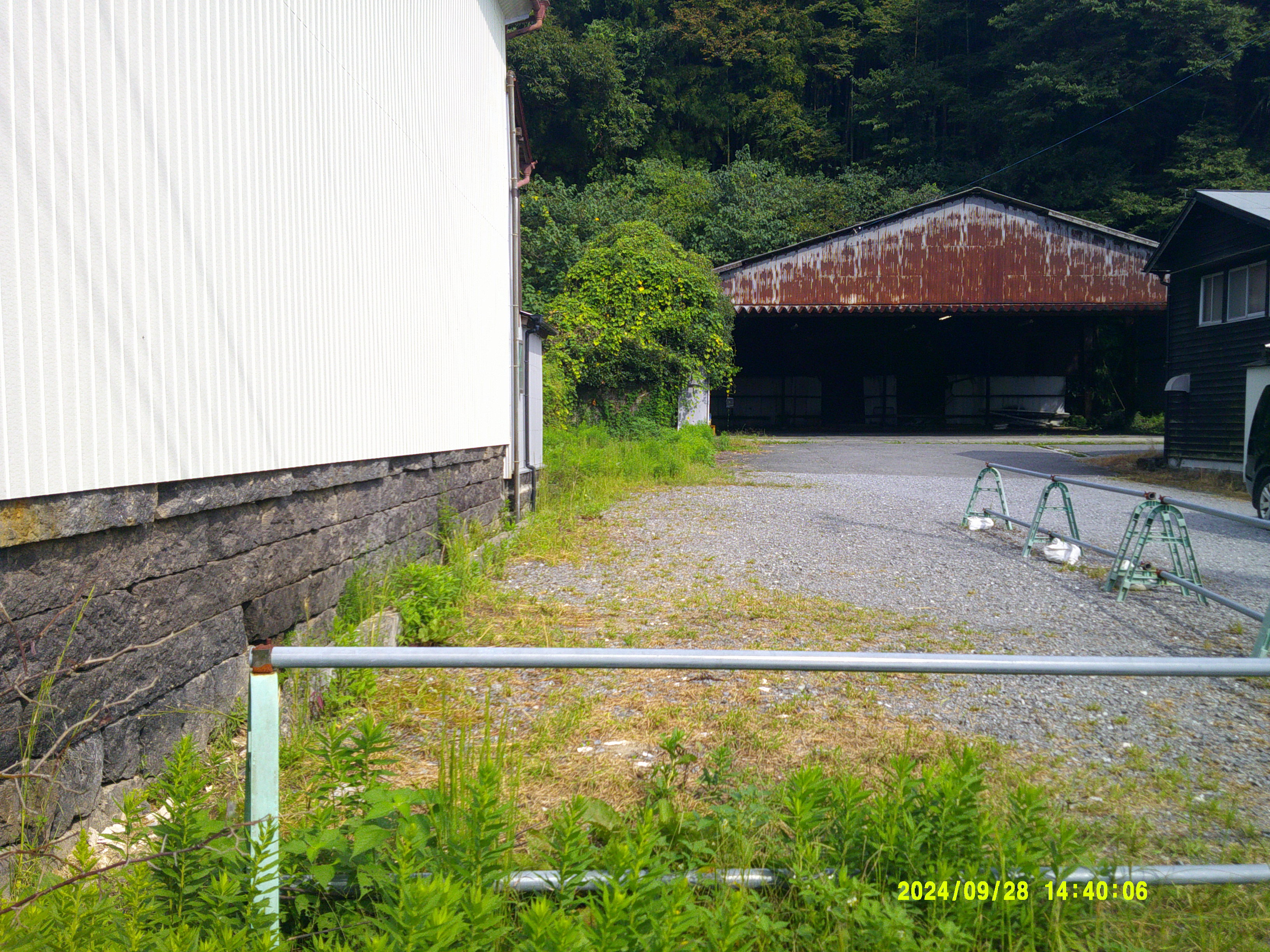
熊本県上益城郡山都町馬見原にあった熊本バス馬見原出張所（2024年10月に閉鎖）

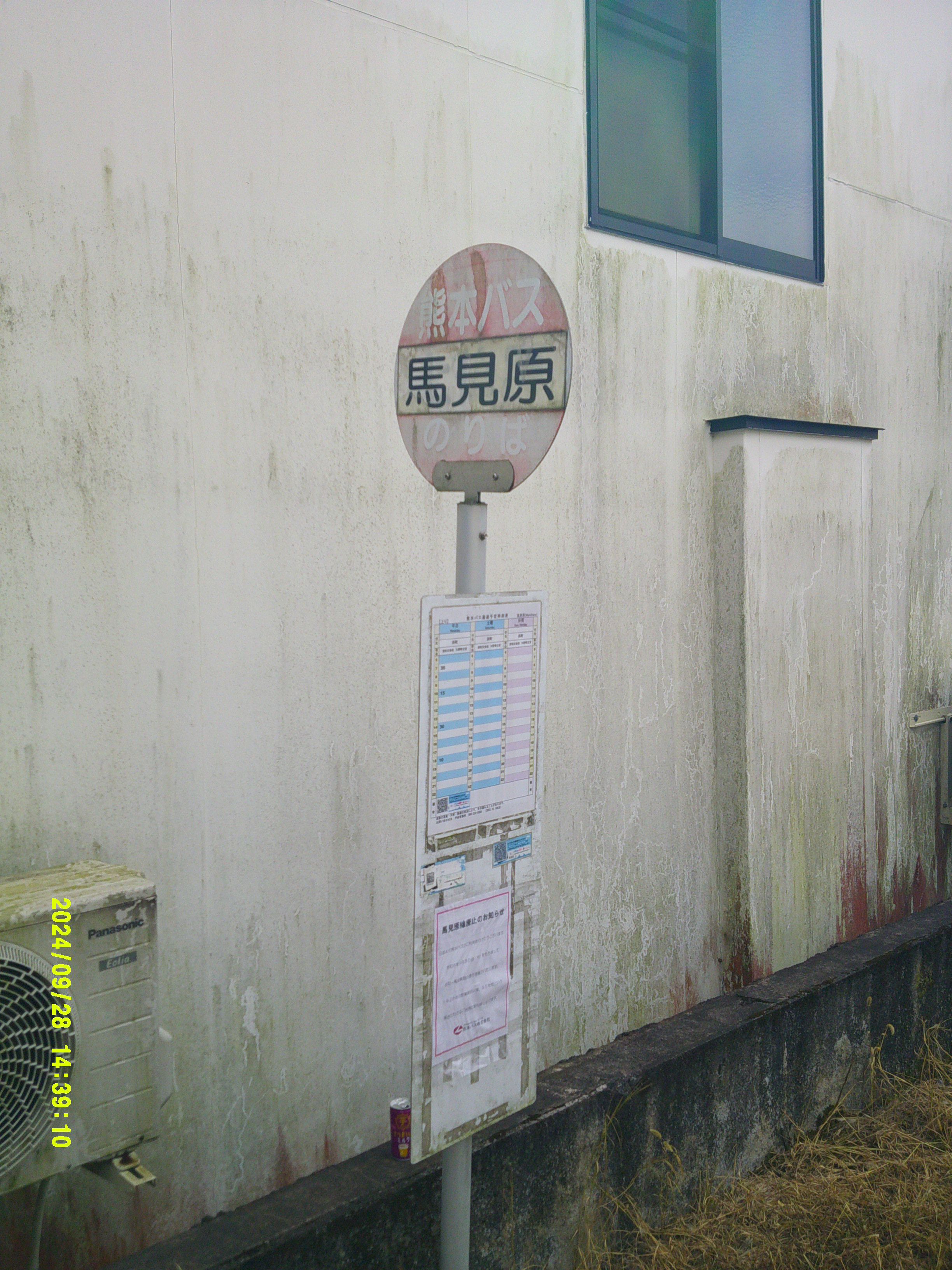
熊本バス馬見原バス停

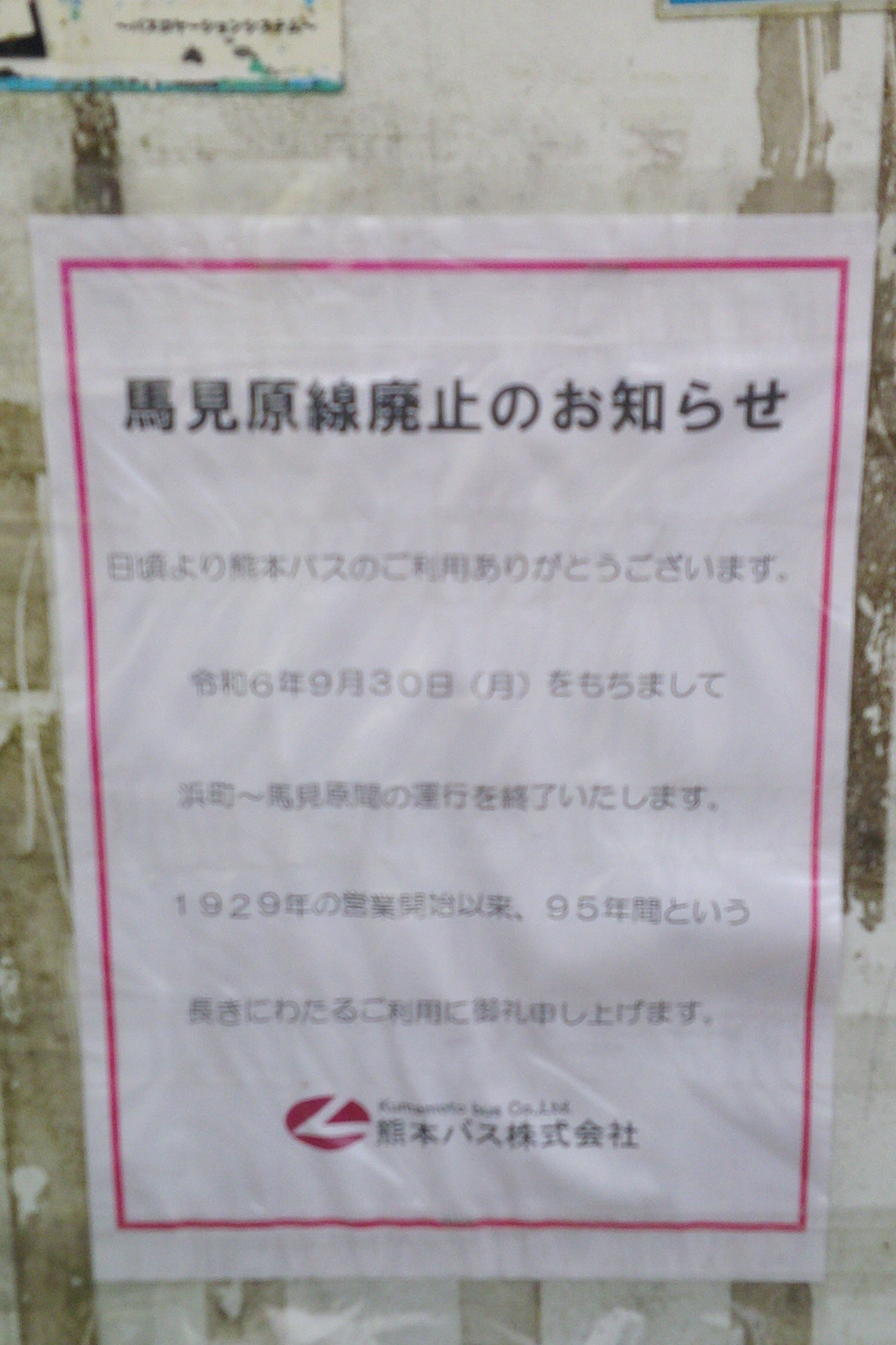
熊本バス馬見原線廃止告知（馬見原バス停）

## 概要
- 熊本バスの出張所の中では、最東端に位置しており、宮崎県五ヶ瀬町と接する場所に構えていた。
- 2010年3月まで「馬見原営業所[1]」だったが翌月（2010年4月）からは「甲佐営業所馬見原出張所」として運営していた。
- 過去に熊本 - 馬見原間に『快速そよう号』が運行していた。
- 1929年（昭和4年）、旧・阿蘇郡馬見原町にバス路線で開設して95年目に運転手不足等にて同社「馬見原線」の路線廃止[2]とともに同出張所も廃止した。

- 所在地：熊本県上益城郡山都町馬見原387番地
- 最寄り（併設）バス停：馬見原（主な行き先表記は「馬見原」）

馬見原出張所から約50mほど離れた北側(肉のみやべ付近)に、山都町コミュニティバスの「仲町」バス停と五ヶ瀬町コミュニティバスの「馬見原」バス停がある。また、400mほど離れた国道218号には熊本バス「中鶴」バス停が存在したが、かつては九州産交バス(たかちほ号)「馬見原中鶴」バス停、山都町コミュニティバスの「馬見原」バス停が併設していた（後者2つは現在も停車している）。
馬見原出張所の向かい側に「熊本バスタクシー（蘇陽営業所）」があるが、は資本を含め当項目の熊本バスとは関係性は無い。

## 担当路線

### 運行路線
- 無番 「馬見原線」矢部（浜町） - 畑 - 大川 - 大野幣立宮前 - 馬見原

2015年9月までは熊本市内（交通センター）まで直通で運行していたが運用を整理、熊本市内方面は矢部（浜町） にて乗り継ぎになり、同時に菅尾系統（矢部（浜町） - 畑 - 大川 - 菅尾 - 馬見原）は廃止した。
2019年9月10日までは南14 「直行線」(浜町・馬見原ピストン便) として運行していた。2019年9月11日以降は熊本市内のバスが新バス案内番号になったが、当路線は熊本市内に乗り入れないため無番となった。
2024年9月30日をもって同区間運行終了（翌日10月1日に廃止）。